# بيكان (سيارة)

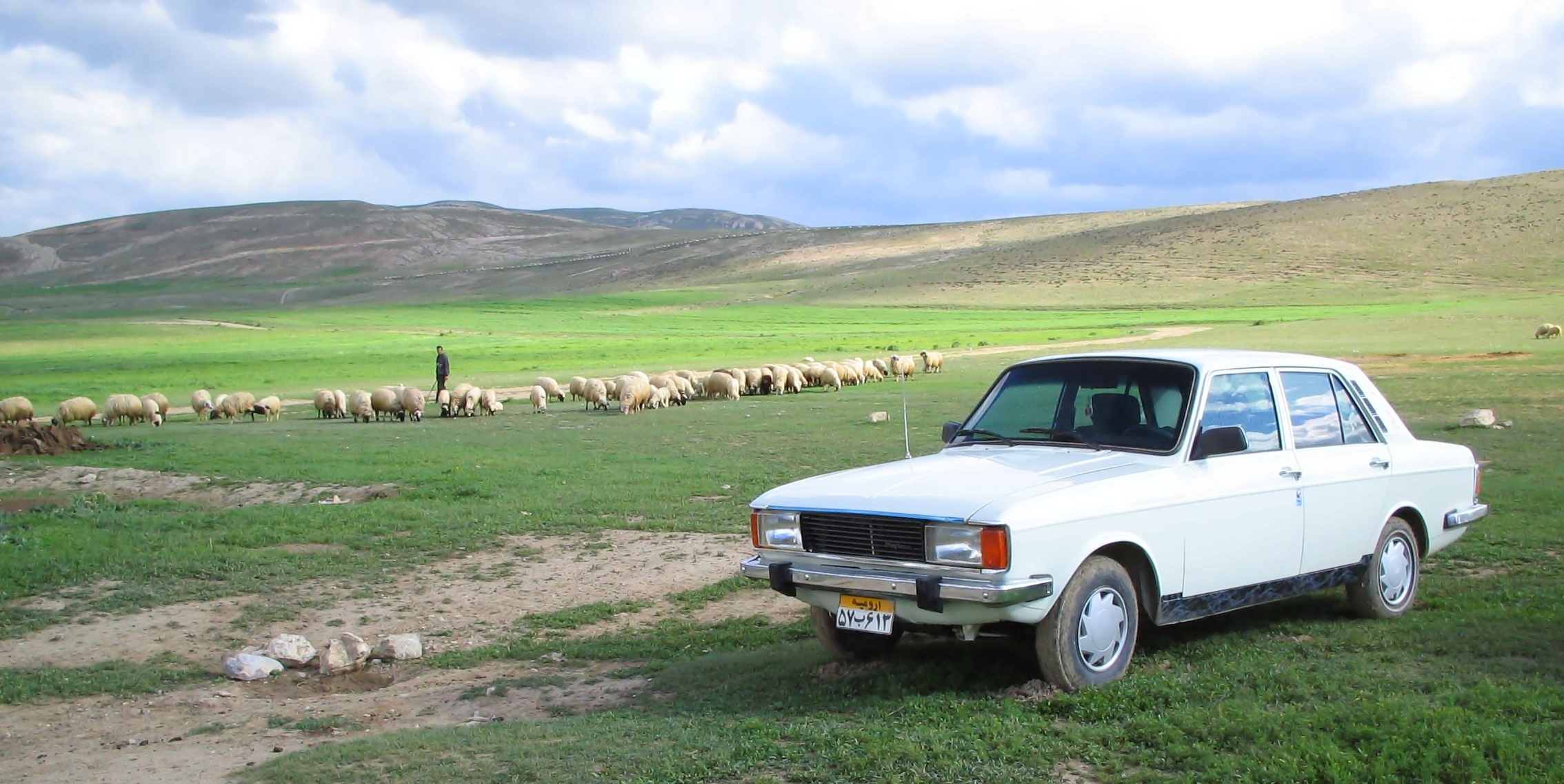
سيارة بيكان مركونة.

سيارة بيكان (بالفارسية: پيكان) هي سيارة إيرانية الصنع صُنعت في شركة إيران خودرو التي تأسست سنة 1962م، وقد بدأ إنتاجها وتصديرها في سنة 1967م من قِبل الشركة سالفة الذكر، واستمرت في إنتاجها وتصديرها حتى توقفت سنة 2005م لتحل مكانها سيارة سمند.

## معرض صور

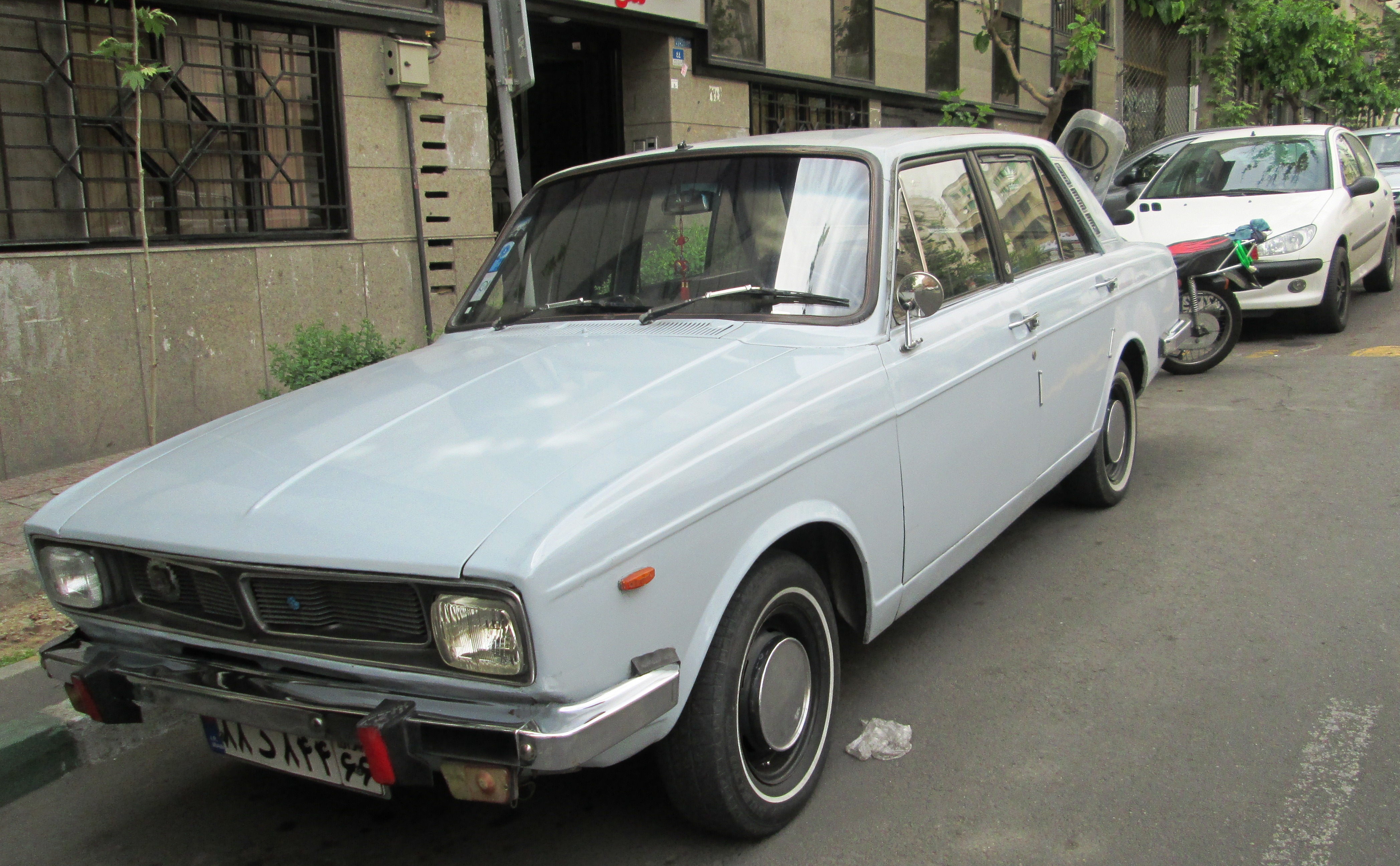
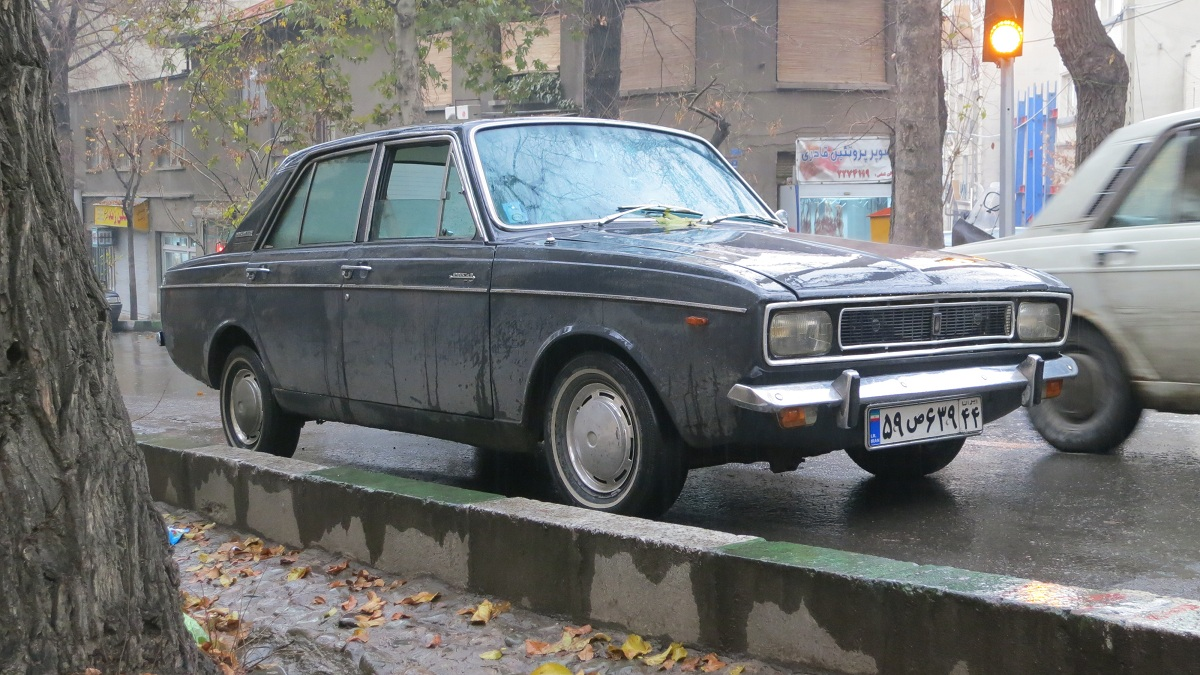
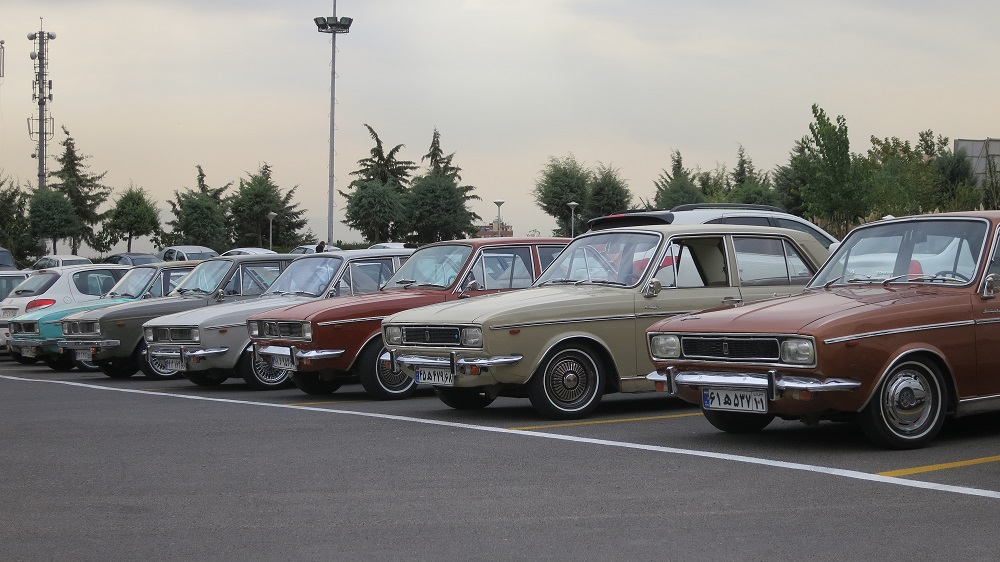
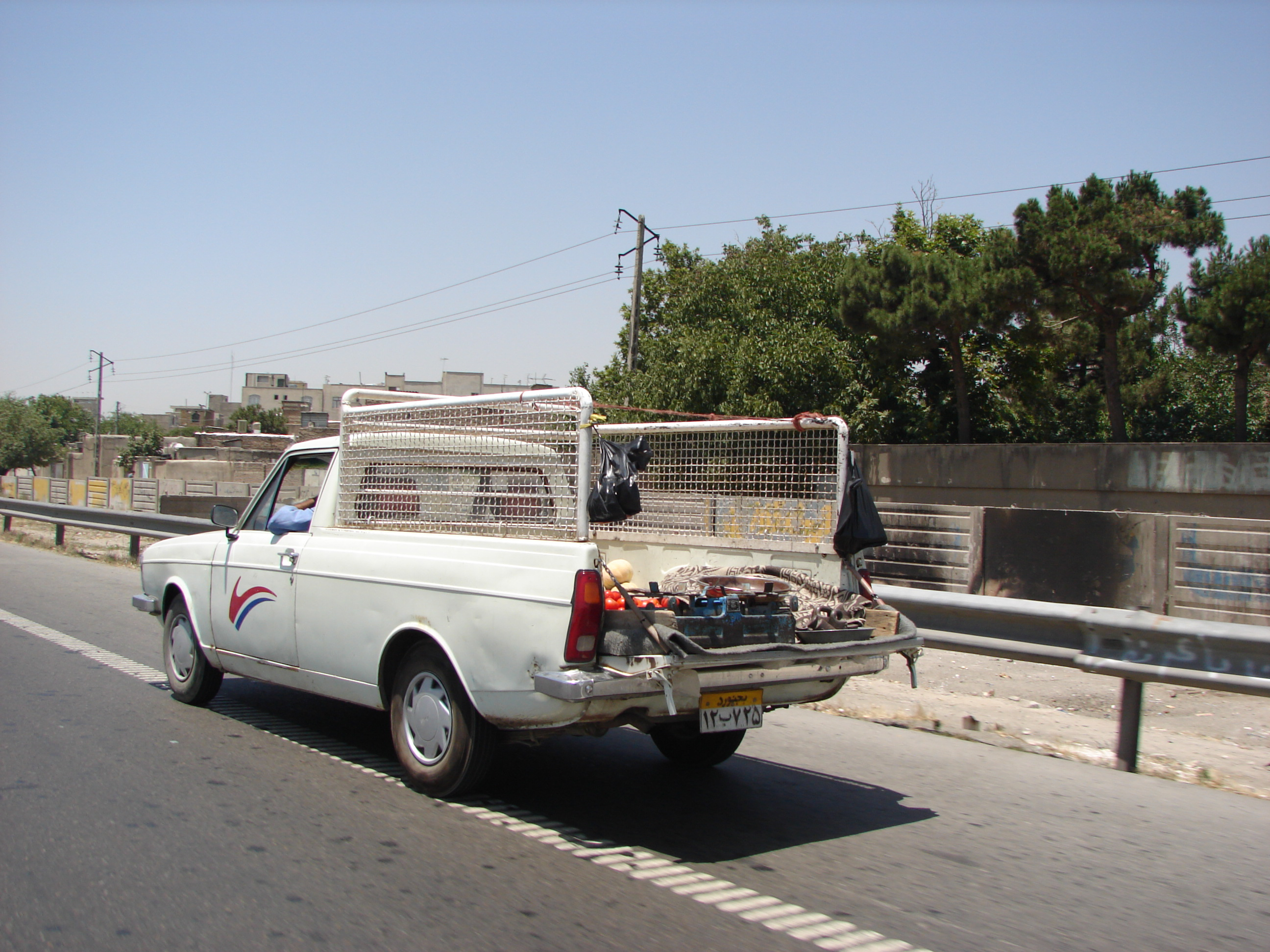